# Allen Telescope Array
Pour les articles homonymes, voir ATA.
 (avril 2025).
L'Allen Telescope Array (ATA), anciennement connu sous le nom de One Hectare Telescope (1HT), est un champ d'antennes formant un radiotélescope interféromètre sur le site de l'Observatoire radio de Hat Creek au Parc national volcanique de Lassen dans le comté de Shasta au nord de la Californie (États-Unis).
Projet commun de l'institut SETI et du Laboratoire de Radioastronomie de l'université de Berkeley, il est destiné aux astronomes et au projet SETI. Son nom a été attribué en l'honneur de Paul Allen, cofondateur de Microsoft et principal mécène de ce projet.
L'observatoire est actuellement composé de 42 antennes (ATA-42) de 6,1 mètres de diamètre opérationnelle depuis le 11 octobre 2007 et devrait représenter d'ici 2010[Passage à actualiser] un parc de 350 antennes (ATA-350) fonctionnant en réseau et réparties sur une surface de 1 km de diamètre. Il devrait, à ce moment-là, avoir une sensibilité d'observation équivalente à un télescope de 100 mètres de diamètre et il sera alors le plus grand et le plus rapide au monde. Il permettra, entre autres, de surveiller un million d'étoiles à la recherche de signaux radio d'origine extraterrestre, de puissance équivalente aux émissions générées par le radiotélescope d'Arecibo. La bande passante utile sera de moins de 1 GHz à plus de 10  ou   25 GHz. Son coût global est estimé à 25 millions de dollars.
À la suite de restrictions budgétaires fédérales, le télescope fut placé en hibernation par le SETI Institute en avril 2011 pour une durée non spécifiée. À partir de cette date, le projet SETI se basa sur les enregistrements déjà effectués.
En septembre de la même année, l'assainissement du site débutait déjà, ainsi que la réinstallation du matériel, au départ grâce à un contrat avec l'US Air Force, pour un redémarrage effectif du projet le 12 décembre 2011.
En août 2014, le site de l'ATA a survécu à un gigantesque incendie qui s'était propagé dans la région.